# Herman Van Thillo
Herman Malvina Robert Van Thillo (Antwerpen, 23 januari 1935) is een Belgisch voormalig ondernemer, bestuurder en senator.

## Levensloop
Herman Van Thillo was voorzitter van de bank Spaarkrediet. Deze bank ging in 1998 op in de Kredietbank (later KBC), waar hij tot januari 2005 bestuurder was. Tevens was hij bestuurder bij het Vlaams Economisch Verbond en lid en voorzitter van verschillende raden van bestuur.
Hij was politiek actief voor de PVV en vervolgens de VLD. Voor deze partij zetelde hij van 1987 tot 1995 als gecoöpteerd senator in de Senaat.
In december 2012 werd Van Thillo veroordeeld voor handel met voorkennis tijdens de fusie van KBC en Almanij.